# یواس‌اس پی‌جی‌ام-۱۰
یواس‌اس پی‌جی‌ام-۱۰ (به انگلیسی: USS PGM-10) یک کشتی بود که طول آن ۱۷۳ فوت ۸ اینچ (۵۲٫۹۳ متر) بود. این کشتی در سال ۱۹۴۳ ساخته شد.